# Всероссийский научно-исследовательский институт физико-технических и радиотехнических измерений
Всероссийский научно-исследовательский институт физико-технических и радиотехнических измерений (ВНИИФТРИ) — научно-исследовательская организация в Московской области.
ВНИИФТРИ является государственным научным метрологическим институтом, ведёт фундаментальные и прикладные исследования в области метрологии и обеспечения единства измерений, создания и совершенствования государственных эталонов, развития новых методов измерений.
ВНИИФТРИ выполняет функции Главного метрологического центра Государственной службы времени и частоты, обеспечивая воспроизведение национальной шкалы времени, а также обеспечивает потребности государства в эталонных сигналах времени и частоты и в информации о параметрах вращения Земли. Институт осуществляет разработку, совершенствование, содержание, сличения и применение Государственных первичных эталонов единиц величин; создаёт и ведёт федеральный информационный фонд по обеспечению единства измерений, выполняет функции головной организации Росстандарта по ряду важнейших проблем.
В его состав входят Восточно-Сибирский (г. Иркутск), Дальневосточный (г. Хабаровск) и Камчатский (г. Петропавловск-Камчатский) филиалы.

## История
ВНИИФТРИ основан в 1941 году, тогда самые точные маятниковые часы были вывезены из Пулковской астрономической обсерватории в небольшую деревню под Москвой на временное хранение, впоследствии получивший статус посёлка городского типа Менделеево.
В 1994 году Институту присвоен статус Государственного научного центра Российской Федерации.
4 октября 2022 года институт внесён в санкционные списки США и всех стран Евросоюза из-за вторжения России на Украину.

## Эталон времени
ВНИИФТРИ поддерживает национальную шкалу времени на базе собственного эталона времени и предоставляет открытый доступ к серверам синхронизации времени по протоколу NTP. Шкала времени Института признана одной из трёх лучших в мире.